# Route 52 (Alberta)
La Route 52 est une route ouest / est du sud de l'Alberta, au sud de Lethbridge. Elle relie la route 5 à la route 4 via Raymond,.

## Intersections majeures
| Municipalité rurale / spécialisée | Ville   | km                                    | Destinations                         | Notes                     |
| --------------------------------- | ------- | ------------------------------------- | ------------------------------------ | ------------------------- |
| Comté de Cardston                 |         | 0,00                                  | AB-5 – Magrath, Cardston, Lethbridge |                           |
| Comté de Warner No 5              |         | 6,50                                  | AB-844 sud                           | Terminus nord de l'AB-844 |
| Comté de Warner No 5              | Raymond | 8,90                                  | AB-845 nord (Broadway) – Coaldale    | Terminus sud de l'AB-845  |
| Comté de Warner No 5              |         | 19,40                                 | AB-846 nord – Stirling               | Terminus sud de l'AB-846  |
| Comté de Warner No 5              | 24,40   | AB-4 – Lethbridge, Milk River, Coutts |                                      |                           |
|                                   |         |                                       |                                      |                           |